# Kaiblinger Kogel
Der Kaiblinger Kogel ist ein 752 m ü. A. hoher Höhenzug im südöstlichen Traunviertel in Oberösterreich.

## Lage und Landschaft
Der Kaiblinger Kogel befindet sich zwischen dem Unteren Steyrtal bei Steinbach an der Steyr, und dem Ennstal bei Ternberg, mit der Kulmination auf der Gemeindegrenze.
Am Westkamm befindet sich Schweinsegg, südwestlich geht der Bäckengraben bei den Häusern Bäckengraben zur Enns flussabwärts von Ternberg, nordwestlich ein Bach (als Bach vom Kaiblinger Kogel geführt) bei Schattleiten zum Ennszubringer Schädlbach. Östlich liegt der Kessel des Färberbachs, der in Steinbach in die Steyr mündet, mit den Häusern Zehetner.
Der Berg ist an einem 706 m ü. A. hohen Sattel beim Gasser dem Massiv des Herndleck (1026 m ü. A.) vorgelagert, nördlich schließt sich am 506 m ü. A. hohen Sattel der Grünburgerstraße (Grünburg/Steinbach – Ternberg, L1328) der Hochhub-Zug (609 m ü. A.) an.
Der Berg stellt das Südende der Flyschzone der östlichen Oberösterreichischen Voralpen (Flyschzone zwischen Krems und Enns) respektive den Enns- und Steyrtaler Flyschbergen, das Herndleck südlich gehört schon zu den Kalkvoralpen (Schobersteingruppe). Er bildet eine typische kegelförmige Kuppe.
Der Nordhang des Bergs ist bewaldet, der Südhang offenes Landwirtschaftsgebiet.

## Geologie
Der Flysch ist Altlengbachformation, mit Zementmergelserie an der Kammlinie (Wende Kreide–Tertiär, ca. 90–60 Mio. Jahre alt).